# Rattus mollicomulus
Rattus mollicomulus är en gnagare som beskrevs av George Tate och Richard Archbold 1935. Den ingår i släktet råttor och familjen råttdjur. IUCN kategoriserar arten globalt som sårbar. Inga underarter finns listade i Catalogue of Life.

## Beskrivning
Rattus mollicomulus är en tämligen liten råtta med en kroppslängd utan svans på omkring 15 cm, och en ungefär lika lång svans. Pälsen är lång, och har en gråbrunaktig färg på ryggen som ljusnar åt sidorna och blir gråvit på buken (bukhåren är grå vid basen, vita längre upp. Bröstet har dessutom ett svagt, brunaktigt inslag.) Svansen är helt och hållet gråbrun. Huvudet har smal nos och små öron. Buken har åtta spenar.

## Utbredning
Denna råtta är endemisk för berget Gunung Lompobattangs sluttningar på södra Sulawesi i Indonesien.

## Ekologi
På Gunung Lompobattang vistas arten på de övre sluttningarna mellan 1 100 och 2 000 meter över havet. Habitatet utgörs av tropiska, fuktiga bergsskogar.
Rattus mollicomulus är inte utsatt för några hot, Gunung Lompobattang är avsatt som en nationalpark, men IUCN listar ändå arten som sårbar ("VU"); på grund av det mycket snäva utbredningsområdet anses arten mycket känslig för några störningar.